# Челночница зелёная
Челночница зелёная, или челночница буковая (лат. Pseudoips prasinana), — вид ночных бабочек из семейства Нолиды.

## Описание
Размах крыльев 30—37 мм. Передние крылья с заострённой вершиной, Окраска крыльев зелёная, с 2—3 косыми беловатыми параллельными линиями.

## Ареал
Европа и палеарктическая Азия, кроме северных районов, включая центральную, восточную и южную Россию, Украину, европейскую часть Турции.

## Местообитание
Населяет широколиственные леса, особенно дубравы и березняки, долины рек, лесополосы, парки, овраги, сады.
Время лёта: первое поколение в мае — июне, второе поколение — с середины июля до конца августа.

## Биология
Бабочки активны ночью, часто оба пола могут прилетать на источники света. Во время полёта бабочки производят ультразвук. Плодовитость самок 200—250 яиц. Яйца жёлтые, плоские. Гусеницы зелёные, толстые, в длину до 35 мм. Их тело конусовидное, суженное к концу. Перед окукливанием гусеница строит плотный белый или светло-коричневый кокон, напоминающий по форме лодку. Зимует куколка.

### Кормовые растения гусениц
Гусеницы питаются листвой дуба, березы, бука, граба, тополя, лещины, каштана, ольхи, а также других лиственных деревьев.

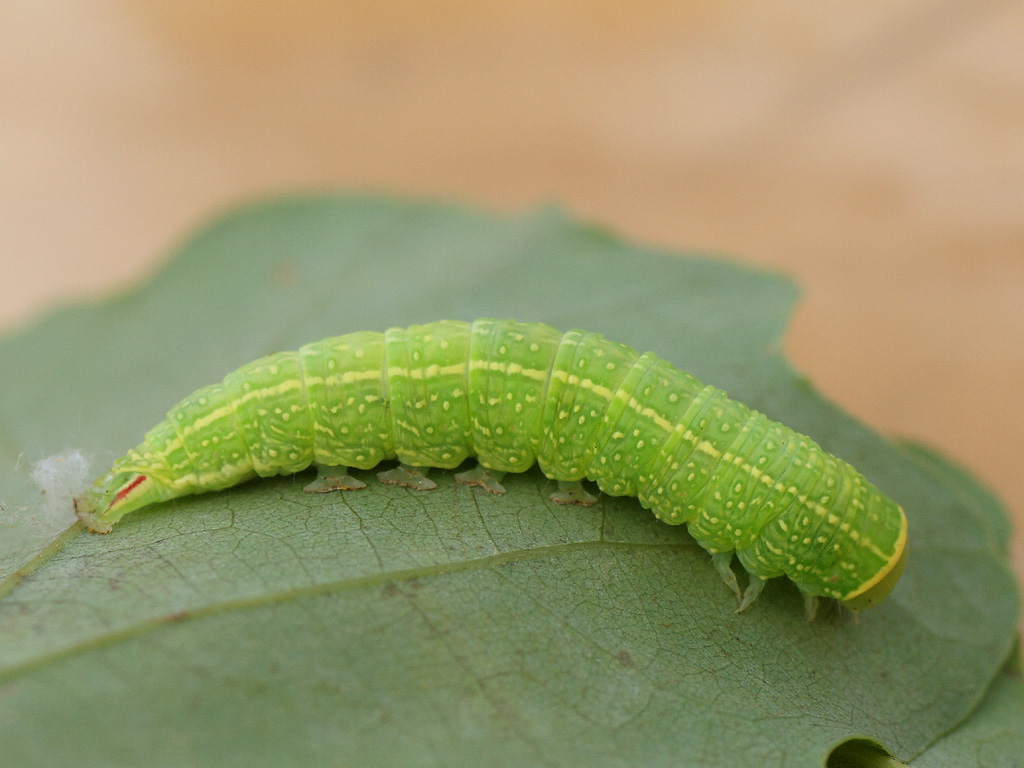
Гусеница
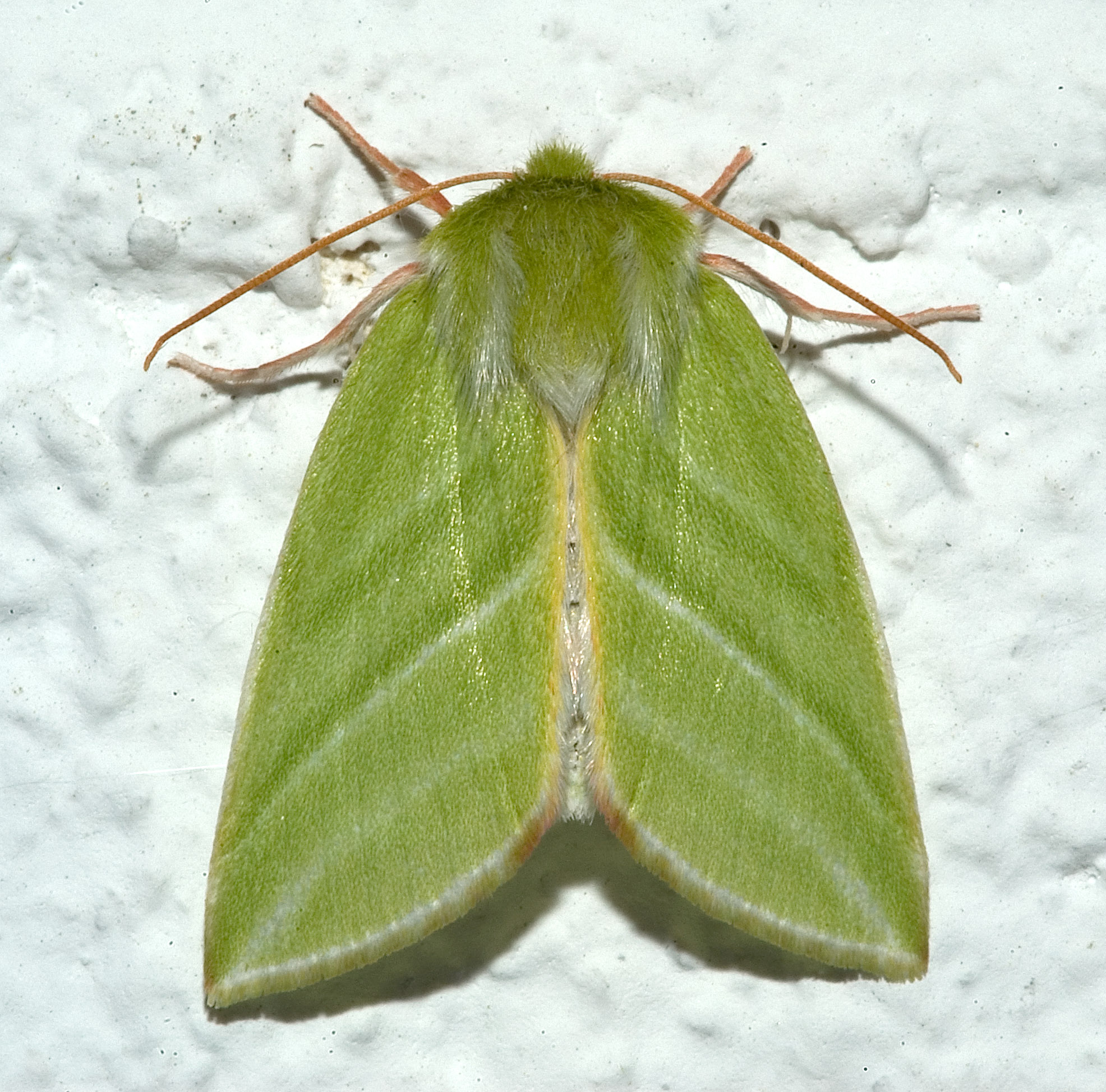
Имаго
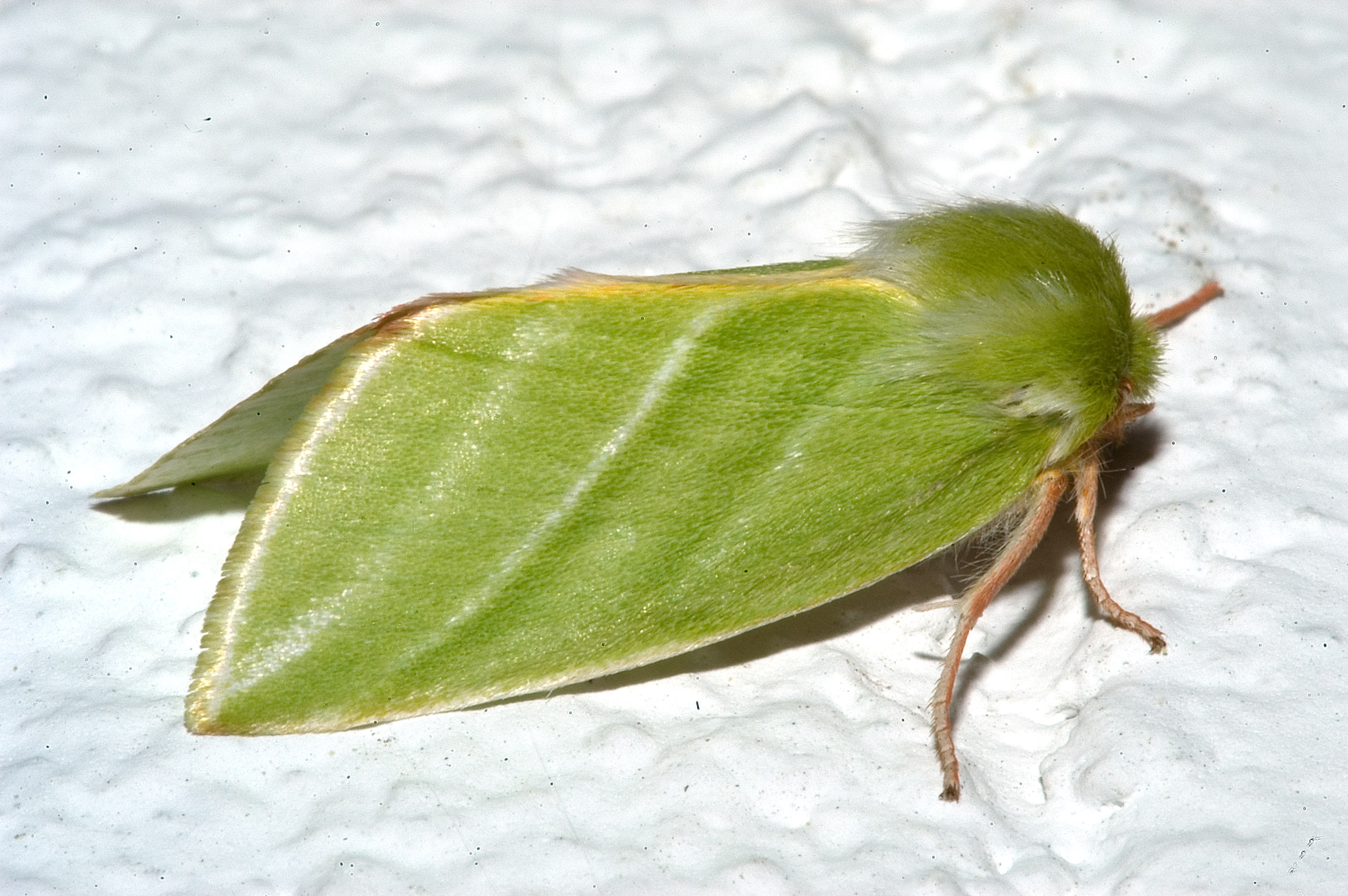